# 630-talet

## Händelser
- 630
  - Den kinesiska buddhistmunken Xuanzang kommer fram till Indien.

## Födda
- 630
  - Konon, påve 686–687.
  - Sigibert III, frankisk kung.
  - Di Renjie, kinesisk ämbetsman.
- 634
  - Klodvig II, frankisk kung.
- 635
  - Benedictus II, påve 684–685.
  - Johannes V, påve 685–686.
  - Pippin av Herstal, karolingisk major domus.

## Avlidna
- 632
  - Charibert II, frankisk kung.
  - Muhammed, profet, grundare av islam.
- 633
  - Edwin, kung av Northumbria och Bretwalda
  - Dai Zhou, kinesisk kansler av Tangdynastin
  - Swinthila, visigotisk kung av Hispania
- 636
  - Isidor, biskop av Sevilla, helgon.
- 637
  - Wen Yanbo, kinesisk kejsare av Tangdynastin (född 575)
- 638
  - Honorius I, påve sedan 625.
- 639
  - Dagobert I, frankisk kung.